# Nick Bollettieri

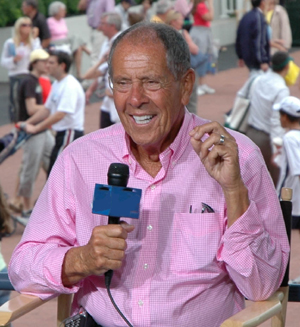
Nick Bollettieri 2006 bei den US Open

Nicholas James „Nick“ Bollettieri (* 31. Juli 1931 in Pelham, New York; † 4. Dezember 2022 in Bradenton, Florida) war ein US-amerikanischer Tennistrainer.

## Leben
Mit seinen harten Trainingsmethoden hat Nick Bollettieri viele Weltklassespieler geformt. Zu den von ihm maßgeblich ausgebildeten Tennisprofis zählen unter anderem Andre Agassi, Jim Courier, Tommy Haas, Jimmy Arias, Monica Seles, Anna Kurnikowa, Marija Scharapowa, Nicole Vaidišová und Sabine Lisicki. Bis August 1995 war Bollettieri auch 18 Monate Trainer von Boris Becker. Insgesamt trainierte er zehn Weltranglistenerste.
Bollettieri diente als junger Mann in der United States Army und wurde bei den Fallschirmjägern bis zum Oberleutnant befördert. Nach dem Ende seiner Militärzeit studierte er zunächst Jura an der University of Miami. Da es ihm nicht gelang, das Studium erfolgreich abzuschließen, begann er aus einer Verlegenheit heraus 1956 seine Karriere als Tennistrainer. Er war, was Tennis betrifft, Autodidakt und gab anfangs für nur 10 Dollar Trainerstunden auf öffentlichen Tennisplätzen in New York.
Bollettieri war Gründer der Nick Bollettieri Tennis Academy, aus der die IMG Academy hervorgegangen ist, deren 162.000 m² großes Gelände sich in Bradenton an der Westküste Floridas, rund 80 Kilometer südlich von Tampa, befindet. Dort werden begabte Jugendliche, deren Eltern hierfür hohe Geldsummen aufbringen müssen, an das Weltklassetennis herangeführt.
Am 1. März 2010 wurde Bollettieri offiziell für die Aufnahme in die International Tennis Hall of Fame nominiert und am 12. Juli 2014 aufgenommen.
Seit 22. April 2004 war Bolletieri in achter Ehe mit Cindi Eaton verheiratet. Er hatte sieben Kinder. Er starb am 4. Dezember 2022 im Alter von 91 Jahren.